# Живописна Украјина
Живописна Украјина (укр. Живописна Україна) је серија цртежа Тараса Шевченка 1844. године. 
Направљена је техником бакрописа, првобитно је требала да садржи дванаест објављених графика сваке године. Међутим, због финансијских потешкоћа то је било немогуће, па је завршен само један албум од шест графика, који је обухватао слике „У Кијеву”, „Манастир Видубичи”, „Бродски сабор”, „Бајка”, „Старост” и „Поклони у Чихирину”.

## Историјат
Идеја о објављивању серије бакрописа, са циљем приказивања лепоте Украјине, настала је током путовања Тараса Шевченка кроз домовину 1843. године, о чему сведоче његови цртежи и скице настале током овог путовања. Његова одлука да замишљену серију изведе у бакропису била је нова за то доба, јер се на Империјалној академији уметности, где је у то време преовлађивао класични дубоки гравур, практично нико није бавио гравуром.
Вративши се у Санкт Петербург марта 1844. године, Шевченко је почео да ради на припреми за објављивање „Живописне Украјине”. Настојао је да своја дела осмисли као уметнички периодични часопис о историјској прошлости, народном животу, обичајима и фолклору, природи и историјским споменицима Украјине. Наставио је да ради на овој серији током целе године, сам радивши на изради гравура, савладавајући притом сложене технике.
Чим је почео рад на публикацији истовремено је писао разним људима тражећи од њих да му помогну у дистрибуцији „Живописне Украјине”. Међутим, морао је да обави посао готово сам. Друштво за подстицање уметника пружило му је помоћ у износу од триста рубаља, након што им се обратио са сличном молбом 24. августа 1844.
Крајем новембра 1844. године објављен је цео албум бакрописа. Шевченко је добијао незваничне и званичне поруџбине за ову публикацију. Кнегиња Репнина му је у писму 13. децембра 1844. тражила да јој се пошаље најмање сто примерака „Живописне Украјине”. Године 1845. је планирао да настави објављивање и припреми за штампање други број, али је због недостатка новца морао да прекине овај посао. 

## Галерија
- „Старост”
- „Бајка”
- „Манастир Видубичи”
- „У Кијеву”
- „Бродски сабор”
- „Поклони у Чихирину”